# Nersornaat
Grónská medaile za zásluhy (grónsky Nersornaat) je medaile grónské vlády, která byla zavedena 1. května 1989 u příležitosti 10. výročí vzniku grónské samosprávy a která se nosí podle pravidel platných pro dánská vyznamenání, čestná uznání a medaile. Medaile se uděluje za zásluhy o Grónsko, ať už v oblasti veřejné služby, podnikání, umění a vědy.
Medaile se vyrábí ve dvou stupních: zlaté a stříbrné. Lze ji nosit samostatně nebo s dánskými a zahraničními řády a medailemi. Medaili uděluje prezidium Grónského parlamentu. Udělením medaile se konzultuje s Grónskou vládou. Medaile může být udělena každé osobě, která se dlouhodobě a významnou měrou zasloužila o Grónsko, včetně grónského jazyka, kultury a pověsti.

## Významní držitelé
- Jonathan Motzfeldt, první premiér Grónska
- Markéta II., dánská královna
- Poul Schlüter, dánský politik
- Lars Emil Johansen, druhý premiér Grónska
- Uffe Ellemann-Jensen
- Henrik, dánský princ-manžel
- Frederik, dánský korunní princ
- Per Stig Møller
- Hans Enoksen, grónský politik a čtvrtý premiér
- Takamado, japonský princ